# Opper-Silezisch voetbalkampioenschap 1907/08
In 1907/08 werd het tweede Opper-Silezisch voetbalkampioenschap gespeeld, dat georganiseerd werd door de Zuidoost-Duitse voetbalbond.
Preußen Kattowitz werd kampioen en plaatste zich voor de Zuidoost-Duitse eindronde. De club versloeg ATV Liegnitz en verloor in de finale van VfR 1897 Breslau.

## Bezirksklasse
| Plaats | Club                    | Wed. | W  | G | V | Saldo | Ptn  |
| ------ | ----------------------- | ---- | -- | - | - | ----- | ---- |
| 1.     | FC Preußen 05 Kattowitz | 10   | 10 | 0 | 0 | 83:8  | 20:0 |
| 2.     | SC Germania Kattowitz   | 10   | 7  | 1 | 2 | 47:17 | 15:5 |
| 3.     | SC Diana Kattowitz      | 10   | 5  | 1 | 4 | 49:34 | 11:9 |
| 4.     | FC Ratibor 03           | 10   | 4  | 0 | 6 | 17:39 | 8:22 |
| 5.     | FC Preußen 06 Ratibor   | 10   | 1  | 0 | 9 | 7:54  | 2:18 |
| 6.     | SC Borussia Myslowitz   | 10   | 1  | 0 | 9 | 14:65 | 2:18 |

|  | Kampioen, geplaatst voor Zuidoost-Duitse eindronde |